# Apogon aureus
Espèce
Apogon aureus est un poisson de la famille des Apogonidae.

## Description

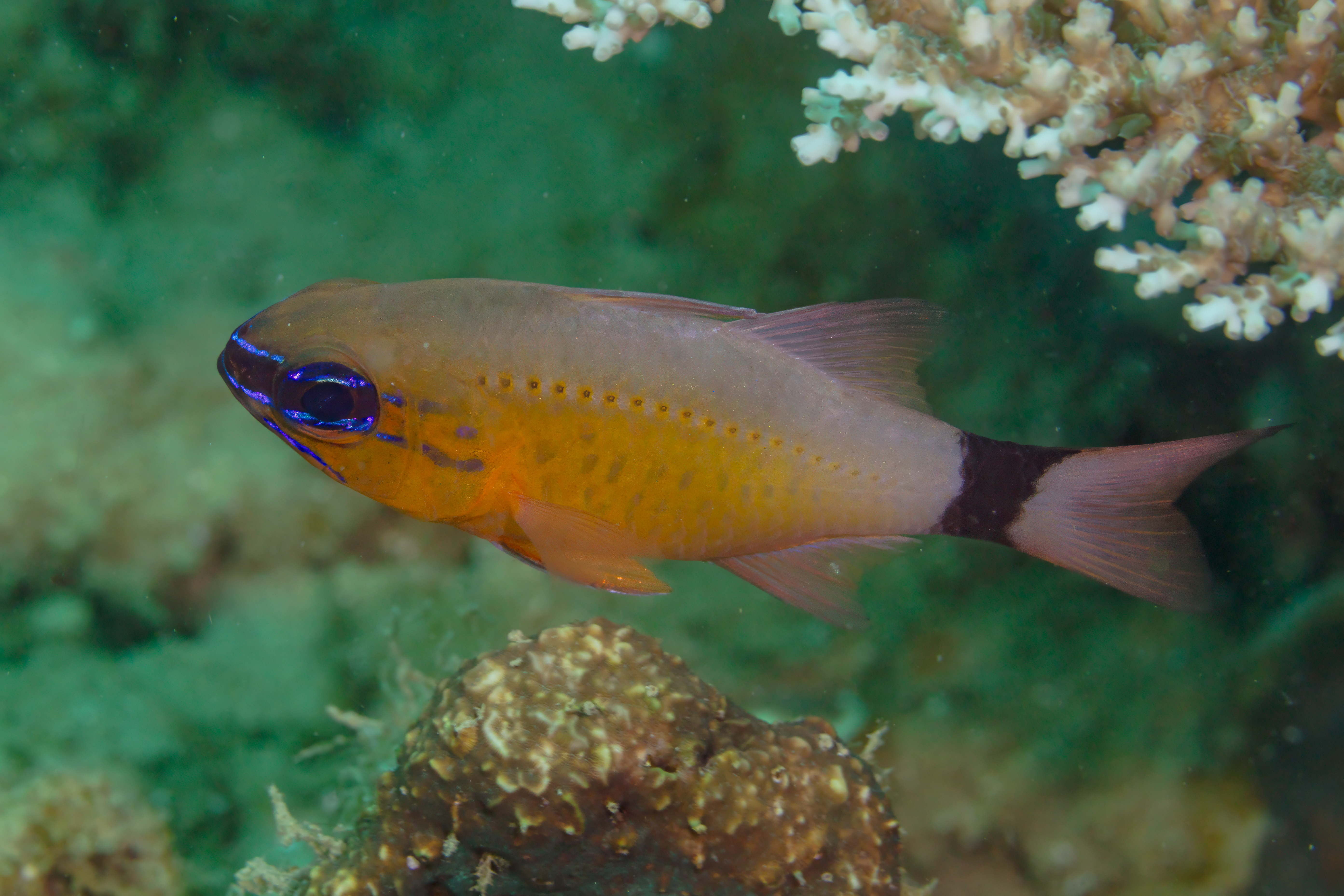
Apogon aureus (Anilao, Philippines.)